# بوکنن لیک ویلج (تگزاس)
بوکنن لیک ویلج (به انگلیسی: Buchanan Lake Village) یک منطقهٔ مسکونی در ایالات متحده آمریکا است که در تگزاس واقع شده‌است. بوکنن لیک ویلج ۶۹۲ نفر جمعیت دارد و ۳۲۰٫۹۶ متر بالاتر از سطح دریا واقع شده‌است.